# Теорема о вписанных окружностях

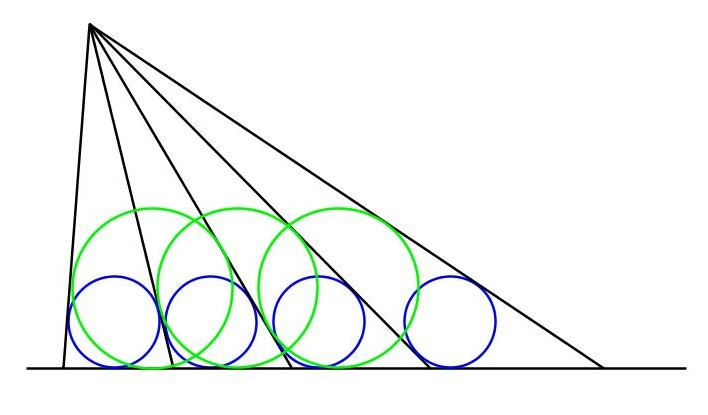
Если синие окружности равны, то зелёные окружности также равны.

Теорема о вписанных окружностях берёт начало в японских сангаку и относится к следующему построению: серия лучей проводится из некой точки на заданную прямую так, что окружности, вписанные в получающиеся треугольники, образованные смежными лучами и прямой, одинаковы. На иллюстрации одинаковые синие окружности определяют угол между лучами, как описано выше.

## Формулировка теоремы
Теорема утверждает, что при описанном выше построении окружности, вписанные в треугольники, образованными лучами через один (то есть полученные объединением двух соседних треугольников), через два и т. д., также равны. Случай соседних треугольников показан на рисунке зелёными окружностями: все они имеют одинаковые размеры.
Из факта, что утверждение теоремы не зависит от угла между начальным лучом и заданной прямой, можно сделать вывод, что теорема скорее относится к математическому анализу, а не геометрии, и должна иметь отношение к непрерывной масштабной функции, которая определяет расстояние между лучами. Фактически этой функцией является гиперболический синус.

## Лемма
Теорема является прямым следствием следующей леммы. 
Предположим, что n-й луч имеет угол {\displaystyle \gamma _{n}} к нормали для базовой прямой. Если {\displaystyle \gamma _{n}} параметризовано согласно равенству {\displaystyle \mathrm {tg} \,\gamma _{n}=\mathrm {sh} \,\theta _{n}}, то значения {\displaystyle \theta _{n}=a+nb}, где {\displaystyle a} и {\displaystyle b} являются вещественными константами, определяют последовательность лучей, которые удовлетворяют условиям вписанных окружностей (см. выше), и более того, любая последовательность лучей, удовлетворяющих этим условиям, может быть получена надлежащим выбором параметров {\displaystyle a} и {\displaystyle b}. 

## Доказательство леммы
На рисунке прямые PS и PT являются смежными лучами, имеющими углы {\displaystyle \gamma _{n}} и {\displaystyle \gamma _{n+1}} с прямой PR, перпендикулярной базовой прямой RT.
Проведём прямую QY, параллельную базовой прямой, через центр O вписанной в треугольник {\displaystyle \triangle } PST окружности. Эта окружность касается лучей в точках W и Z. Отрезок PQ имеет длину {\displaystyle h-r}, а отрезок QR имеет длину {\displaystyle r}, что равно радиусу вписанной окружности.
Тогда {\displaystyle \triangle } OWX подобен {\displaystyle \triangle } PQX, {\displaystyle \triangle } OZY подобен {\displaystyle \triangle } PQY, а из XY = XO + OY мы получаем
{\displaystyle (h-r)(\mathrm {tg} \,\gamma _{n+1}-\mathrm {tg} \,\gamma _{n})=r(\sec \gamma _{n}+\sec \gamma _{n+1}).}
Это отношение на множестве углов {\displaystyle \{\gamma _{m}\}} выражает условие равенства вписанных окружностей.
Для доказательства леммы положим {\displaystyle \mathrm {tg} \,\gamma _{n}=\mathrm {sh} \,(a+nb)}. Это выражение можно преобразовать в {\displaystyle \sec \gamma _{n}=\mathrm {ch} \,(a+nb)}.
Используя равенство {\displaystyle a+(n+1)b=(a+nb)+b}, мы применяем дополнительные правила для {\displaystyle \mathrm {sh} \,} и {\displaystyle \mathrm {ch} \,} и проверяем, что отношение равенства окружностей удовлетворяется выражением
{\displaystyle {\frac {r}{h-r}}=\mathrm {th} \,{\tfrac {b}{2}}.}
Мы получили выражение для параметра {\displaystyle b} в терминах геометрических величин {\displaystyle h} и {\displaystyle r}. Далее, определяя {\displaystyle b}, мы получаем выражение для радиусов {\displaystyle r_{N}} вписанных окружностей, образованных выбором каждого N-го луча в качестве сторон треугольника:
{\displaystyle {\frac {r_{N}}{h-r_{N}}}=\mathrm {th} \,{\tfrac {Nb}{2}}.}